# Ljoedmila Goertsjenko
Ljoedmila Markovna Goertsjenko (Russisch: Людмила Марковна Гурченко; Oekraïens: Людмила Марківна Гурченко) (Charkov, 12 november 1935 – Moskou, 30 maart 2011) was een Sovjet-Russisch actrice, zangeres en entertainer (van Oekraïense afkomst) .

## Biografie
Ljoedmila Markovna Goertsjenko werd in 1935 geboren in Charkov, USSR (het huidige Oekraïne). Voor de Tweede Wereldoorlog woonde Goertsjenko in een eenkamerflat terwijl haar ouders werkzaam waren bij het "Charkov Filharmonisch Gezelschap". Tijdens de Duitse bezetting van de USSR woonde ze samen met haar moeder terwijl haar vader in het Sovjetleger diende. Na de oorlog werd Goertsjenko geaccepteerd als student bij de lokale Beethoven-muziekschool. Ze verhuisde naar Moskou om te gaan studeren aan het "Gerasimov-instituut voor cinematografie". Op 21-jarige leeftijd debuteerde ze in de muzikale film Karnavalnaja notsj (Karnavalsnacht) van Eldar Rjazanov, die aan de kassa’s in de Sovjet-Unie het meest opbracht dat jaar en waarbij ze meteen populair werd bij het grote publiek. De volgende twee jaar reisde het gezelschap het land rond met een op de film geïnspireerde musical.
De gevestigde culturele orde van de Sovjet-Unie vond haar stijl echter te Westers en niet in lijn met de Sovjetstandaarden. Goertsjenko werd beschuldigd van een loon te krijgen hoger dan gemiddeld en werd het doelwit van zeer kritische artikelen in diverse invloedrijke Sovjettijdschriften zoals Ogonjok en Komsomolskaja Pravda. Haar volgende muzikale film Devoesjka s gitaroj (Het meisje met de gitaar) werd geboycot en werd een flop aan de kassa’s. Midden jaren 1970 speelde ze meer dramatische rollen in diverse speelfilms met middelmatig succes. In 1979 kreeg Goertsjenko een rol in de film Sibiriade van de populaire filmregisseur Andrej Kontsjalovski en in 1984 de rol van Vera, een serveerster van middelbare leeftijd in de film Vokzal dlja dvoich (Station voor twee), wederom van Eldar Rjazanov. Door deze laatste film verkreeg ze terug de status van superster in de Sovjetcinema. Goertsjenko bleef acteren in film en televisieshows en in 1983 kreeg ze de titel van Volksartiest van de Sovjet-Unie. Goertsjenko schreef een boek over haar leven in het door Duitsland bezette Charkov en het begin van haar carrière. Ze werd in 2010 beloond met de Orde van Verdienste voor het Vaderland Tweede Klasse (in 2000 had ze al de Orde Vierde Klasse en in 2005 de Orde Derde Klasse gekregen), een van de hoogste burgerlijke onderscheidingen in het postsovjet-Rusland.

### Privaat leven
Goertsjenko was zes maal gehuwd, inclusief een kort huwelijk met de zanger Iosif Kobzon en had een dochter Maria (geboren in 1959) uit haar eerste huwelijk. Op 14 februari 2011 brak Goertsjenko haar heup na een val thuis en werd opgenomen in het hospitaal waarna ze de volgende dag geopereerd werd. Op 30 maart ging haar toestand achteruit en ze overleed de volgende dag. Goertsjenko werd begraven op de Novodevitsjibegraafplaats in Moskou.

## Filmografie (selectie)
- 1956: Karnavalnaja notsj (Карнавальная ночь)[1]
- 1958: Devoesjka s gitaroj (Девушка с гитарой)
- 1964: Jalgrattataltsutajad (Укротители велосипедов)
- 1965: Zjenitba Balzaminova (Женитьба Бальзаминова)
- 1970: Bely vzryv (Белый взрыв)
- 1971: Odin iz nas (Один из нас)
- 1971: Doroga na Rjoebetsal (Дорога на Рюбецаль)
- 1971: Korona Rossijskoj imperii, ili Snova Neoelovimye (Корона Российской империи, или Снова неуловимые)
- 1973: Datsja (Дача)
- 1974: Starye steny (Старые стены)
- 1975: Dnevnik direktora sjkoly (Дневник директора школы)
- 1976: Sjag navstretsjoe (Шаг навстречу)
- 1976: Nebesnye lastotsjki  (Небесные ласточки)
- 1976: Ma-ma (Мама)
- 1977: Dvadtsat dnej bez vojny (Двадцать дней без войны)
- 1977: Sentimentalny roman (Сентиментальный роман)
- 1978: Obratnaja svjaz (Обратная связь)
- 1979: Pjat vetsjerov (Пять вечеров)
- 1979: Sibiriada (Сибириада)
- 1981: Osobo vazjnoje zadanije (Особо важное задание)
- 1982: Ljoebimaja zjensjtsjina mechanika Gavrilova (Любимая женщина механика Гаврилова)
- 1982: Poljoty vo sne i najavoe (Полёты во сне и наяву)
- 1983: Vokzal dlja dvoich (Вокзал для двоих)
- 1983: Retsept jejo molodosti (Рецепт её молодости)
- 1984: Ljoebov i goloebi (Любовь и голуби)
- 1985: Aplodismenty, aplodismenty... (Аплодисменты, аплодисменты…)